# 褚宏彬
褚宏彬（1967年—），江苏高邮人，汉族，中国人民解放军空军少将，中国共产党党员，中华人民共和国政治人物、中共二十大代表、第十二届全国人民代表大会解放军代表。
1986年，褚宏彬参加中国人民解放军。他后来毕业于中共江苏省委党校政治经济学专业。2011年，他被评为全军先进师旅团级单位党委书记。2013年，担任全国人大代表。同年，他担任了遠望三號党委书记。《解放军报》报道称，他曾带领官兵数次圆满完成航天测控任务。2014年，褚宏彬以总装备部某部大队政委、解放军基层人大代表身份接受习近平接见。2015年新华网报道中，他当时的职位是63686部队（解放军驻江苏某基地试验技术部）政委。战略支援部队成立后，褚宏彬任职的部门由总装备部改隶战略支援部队，他出任了战略支援部队某基地科技部政委。
2019年12月13日，褚宏彬晋升中国人民解放军空军少将。